# Russell Johnson
Russell Johnson (ur. 10 listopada 1924 w Ashley, zm. 16 stycznia 2014 w Waszyngtonie) – amerykański aktor filmowy i telewizyjny.

## Filmografia
Seriale
- 1952: Cavalcade of America
- 1954: Przygody Rin Tin Tina jako porucznik Greene
- 1964: Wyspa Gilligana jako profesor Roy Hinkley
- 1971: O’Hara, U.S. Treasury jako Agent Oliver Wells
- 1984: Santa Barbara jako Roger Wainwright
- 1988: Monsters jako Jeffrey

Filmy
- 1952: Loan Shark jako Charlie Thompson
- 1953: Przybysze z przestrzeni kosmicznej jako George
- 1955: Dziwna dama w mieście jako Shadduck
- 1977: Nowhere to Hide jako Charles Montague
- 1977: Generał MacArthur jako  adm. Ernest J. King
- 1992: Z zemstą jako dr Jesse Butler